# Canthium suberosum
Canthium suberosum är en måreväxtart som beskrevs av Leslie Edward Wastell Codd. Canthium suberosum ingår i släktet Canthium och familjen måreväxter. Inga underarter finns listade i Catalogue of Life.